# Mistrovství Asie ve fotbale 1960
Mistrovství Asie ve fotbale 1960 bylo druhé mistrovství pořádané fotbalovou asociací AFC. Vítězem se stala Jihokorejská fotbalová reprezentace, která tak obhájila titul.

## Kvalifikované týmy
Hlavní článek: Kvalifikace na Mistrovství Asie ve fotbale 1960
- Jižní Korea (hostitel)
- Izrael (vítěz západní zóny kvalifikace)
- Jižní Vietnam (vítěz centrální zóny kvalifikace)
- Tchaj-wan (vítěz východní zóny kvalifikace)

## Závěrečný turnaj
| Tým           | Z | V | R | P | VG | IG | +/- | B |
| ------------- | - | - | - | - | -- | -- | --- | - |
| Jižní Korea   | 3 | 3 | 0 | 0 | 9  | 1  | +8  | 6 |
| Izrael        | 3 | 2 | 0 | 1 | 6  | 4  | +2  | 4 |
| Tchaj-wan     | 3 | 1 | 0 | 2 | 2  | 2  | 0   | 2 |
| Jižní Vietnam | 3 | 0 | 0 | 3 | 2  | 12 | −10 | 0 |

| 14. října 1960 15.15                                                        |     |                   |                                       |
| Jižní Korea                                                                 | 5:1 | Jižní Vietnam     | Hyochang Stadium, Soul diváci: 30 000 |
| Cho Yoon-Ok 15', 71' Woo Sang-Kwon 27' Choi Chung-Min 47' Moon Jung-Sik 56' |     | Nguyễn Văn Tu 70' | Hyochang Stadium, Soul diváci: 30 000 |

| 17. října 1960 15.00                   |     |        |                                                                          |
| Jižní Korea                            | 3:0 | Izrael | Hyochang Stadium, Soul diváci: 30 000 rozhodčí: Yozo Yokoyama (Japonsko) |
| Cho Yoon-Ok 17', 60' Woo Sang-Kwon 30' |     |        | Hyochang Stadium, Soul diváci: 30 000 rozhodčí: Yozo Yokoyama (Japonsko) |

| 17. října 1960 |     |               |                        |
| Tchaj-wan      | 2:0 | Jižní Vietnam | Hyochang Stadium, Soul |
|                |     |               | Hyochang Stadium, Soul |

| 19. října 1960            |     |                                                                 |                                       |
| Jižní Vietnam             | 1:5 | Izrael                                                          | Hyochang Stadium, Soul diváci: 15 000 |
| Trần Văn Nhung 68' (pen.) |     | R. Levi 13' Stelmach 18' S. Levi 25' Menchel 32' Aharoniski 70' | Hyochang Stadium, Soul diváci: 15 000 |

| 21. října 1960 15.00 |     |           |                        |
| Jižní Korea          | 1:0 | Tchaj-wan | Hyochang Stadium, Soul |
| Moon Jung-Sik 54'    |     |           | Hyochang Stadium, Soul |

| 23. října 1960 |     |           |                                                                          |
| Izrael         | 1:0 | Tchaj-wan | Hyochang Stadium, Soul diváci: 25 000 rozhodčí: Yozo Yokoyama (Japonsko) |
| S. Levi 72'    |     |           | Hyochang Stadium, Soul diváci: 25 000 rozhodčí: Yozo Yokoyama (Japonsko) |